# 乙酸钴
乙酸钴，化学式Co(CH3COO)2。

## 制备
由硝酸钴（或硫酸钴）溶液用乙酸酸化，再经蒸发、结晶、分离、干燥而得。
{\displaystyle \ Co(NO_{3})_{2}+2CH_{3}COOH\rightarrow Co(CH_{3}COO)_{2}+2HNO_{3}}

## 物理性质
四水合物为紫红色潮解结晶固体。溶于水、酸和乙醇。140°C失水。

## 化学性质
乙酸钴可以和氢氧化钠反应：
Co(CH3COO)2 + 2 NaOH → Co(OH)2↓ + 2 CH3COONa

## 用途
用作聚酯生产中的氧化催化剂，也用于生产涂料和油漆的干燥剂、印染媒染剂、隐染墨水和玻璃钢固化促进剂等。